# Kalendarium historyczne Trzcianki
Trzcianka – dawniej „Hucisko”, wieś znajdująca się 7,5 km na północ od Łagowa, 2 km na południe od Klasztoru Świętokrzyskiego.
Nazwy lokalne miejscowości w dokumentach źródłowych
- 1584 „Ucisko”, 1594 „Vcisko”, 1629 „Trzcianka” alias „Vczisko”, 1650 Hucisko, w Trzciance, 1651 Hucanie, Hucisczanie, 1652 „Huciszko” (Hucisko) seu Trzcianka, 1662 Trzcianka[1]

Położenie historyczne wsi
- 1629 powiat sandomierski[2], 1827 powiat opatowski[3] 1662  parafia - Stara Słupia[4] 1747 parafia Nowa Słupia.

## Kalendarium
- 1576–82 opat Tomasz Polanowski lokuje wieś Hucisko (obecnie Trzcianka)[5][6]
- 1594 wieś zostaje włączona do stołu konwentu świętokrzyskiego[7] jak Wólka Milanowska
- 1629 klasztor świętokrzyski daje pobór od 1 kmiecia na 1/4 łana i 2 zagrodników z ogrodem[8]
- 1650 wieś dalej należy do stołu konwentu[9]
- 1650 konwent świętokrzyski daje pobór z 4 domów, od 1 kmiecia na 1/4 łanach i 2 zagrodników z ogrodem[10].
- 1651 własność stołu konwentu. Są we wsi kmiecie, zagrodnicy chałupnicy. Wszyscy płacą czynsz Trzcianka-Ułęż Dolny i Górny  na ś. Marcina (11 XI): kmiecie po 12 groszy zagrodnicy po 3 grosze, chałupnicy po 1 grosze.

Kmiecie dają po 6 mat, pańszczyzna i pomocne jak w Wólce Milanowskiej
- 1662 pogłówne pobierane od 59 mieszkańców[12]
- 1787 liczy 27 mieszkańców[13]
- 1819 wieś Trzcianka należy do stołu konwentu świętokrzyskiego[14]
- 1827 we wsi było 16 domów, 108 mieszkańców[3]

## Powinności dziesięcinne
Dziesięcina należy do klasztoru świętokrzyskiego
- 1576–82 przy lokacji wsi opat, określając powinności poddanych, zobowiązuje ich do płacenia konwentowi za dziesięciny 20 grzywien rocznie[5][15]
- 1652 dziesięcina snopowa należy do stołu konwentu[16]
- 1819 dziesięcina zamieniona na  pieniężną  wynosi 22 florenów i należy do stołu konwentu[17]

## Badania archeologiczne
W Trzciance odkryto i zarejestrowane  24 stacje żużla, z czego zbadano 2 stacje hutnicze. Na stacji „Trzcianka 1” znaleziono kilka ułamków ceramiki ręcznie lepionej, datowanych na okres wczesnych wpływów rzymskich.